# Cod ATC N06
Codul ATC N06 Psihoanaleptice este o parte a sistemului de clasificare anatomică, terapeutică și chimică a medicamentelor, un sistem dezvoltat de către Organizația Mondială a Sănătății (OMS) pentru clasificarea medicamentelor și a altor produse medicinale. Subgrupul N06 este o parte a grupului N Sistemul nervos central.
Codurile pentru preparatele de uz veterinar sunt create prin alipirea literei Q în fața codului ATC corespunzător produsului pentru uz uman; de exemplu, QN06. Codurile ATCvet care nu au un cod ATC corespunzător produsului de uz uman sunt citate începând cu Q în lista următoare.

## N06AAntidepresive

### N06AA Inhibitori neselectivi ai recaptării de monoamine
N06AA01 Desipramină
N06AA02 Imipramină
N06AA03 Imipramină oxid
N06AA04 Clomipramină
N06AA05 Opipramol
N06AA06 Trimipramină
N06AA07 Lofepramină
N06AA08 Dibenzepină
N06AA09 Amitriptilină
N06AA10 Nortriptilină
N06AA11 Protriptilină
N06AA12 Doxepină
N06AA13 Iprindol
N06AA14 Melitracen
N06AA15 Butriptilină
N06AA16 Dosulepină
N06AA17 Amoxapină
N06AA18 Dimetacrină
N06AA19 Amineptină
N06AA21 Maprotilină
N06AA23 Quinupramină

### N06AB Inhibitori selectivi ai recaptării de serotonină
N06AB02 Zimelidină
N06AB03 Fluoxetină
N06AB04 Citalopram
N06AB05 Paroxetină
N06AB06 Sertralină
N06AB07 Alaproclate
N06AB08 Fluvoxamină
N06AB09 Etoperidonă
N06AB10 Escitalopram

### N06AF Inhibitori neselectivi ai monoaminoxidazei
N06AF01 Izocarboxazidă
N06AF02 Nialamidă
N06AF03 Fenelzină
N06AF04 Tranilcipromină
N06AF05 Iproniazide
N06AF06 Iproclozidă

### N06AG Inhibitori de monoaminoaxidază A
N06AG02 Moclobemid
N06AG03 Toloxatonă

### N06AX Alte antidepresive
N06AX01 Oxitriptan
N06AX02 Triptofan
N06AX03 Mianserină
N06AX04 Nomifensină
N06AX05 Trazodonă
N06AX06 Nefazodonă
N06AX07 Minaprină
N06AX08 Bifemelan
N06AX09 Viloxazină
N06AX10 Oxaflozan
N06AX11 Mirtazapină
N06AX12 Bupropionă
N06AX13 Medifoxamină
N06AX14 Tianeptină
N06AX15 Pivagabină
N06AX16 Venlafaxină
N06AX17 Milnacipran
N06AX18 Reboxetină
N06AX19 Gepironă
N06AX21 Duloxetină
N06AX22 Agomelatină
N06AX23 Desvenlafaxină
N06AX24 Vilazodonă
N06AX25 Hiperici herba
N06AX26 Vortioxetină
N06AX27 Esketamină (Formulările de uz nazal; cele parenterale sunt clasificate N01AX14.)
QN06AX90 Selegilină

## N06BStimulante, produse utilizate înADHDșinootrope

### N06BASimpatomimeticecu acțiune centrală
N06BA01 Amfetamină
N06BA02 Dexamfetamină
N06BA03 Dextrometamfetamină
N06BA04 Metilfenidat
N06BA05 Pemolină
N06BA06 Fencamfamină
N06BA07 Modafinil
N06BA08 Fenozolonă
N06BA09 Atomoxetină
N06BA10 Fenetilină
N06BA11 Dexmetilfenidat
N06BA12 Lisdexamfetamină
N06BA13 Armodafinil
N06BA14 Solriamfetol

### N06BC Derivați dexantină
N06BC01 Cofeină
N06BC02 Propentofilină

### N06BX Alte psihostimulante și nootrope
N06BX01 Meclofenoxat
N06BX02 Piritinol
N06BX03 Piracetam
N06BX04 Deanol
N06BX05 Fipexide
N06BX06 Citicolină
N06BX07 Oxiracetam
N06BX08 Pirisudanol
N06BX09 Linopirdină
N06BX10 Nizofenonă
N06BX11 Aniracetam
N06BX12 Acetilcarnitină
N06BX13 Idebenonă
N06BX14 Prolintan
N06BX15 Pipradrol
N06BX16 Pramiracetam
N06BX17 Adrafinil
N06BX18 Vinpocetină
N06BX21 Tetrametilglicoluril
N06BX22 Fenibut

## N06C Psiholeptice și psihoanaleptice în combinație

### N06CA Antidepresive în combinație cu psihileptice
N06CA01 Amitriptilină și psihileptice
N06CA02 Melitracen și psihileptice
N06CA03 Fluoxetină și psihileptice

## N06D Medicamente utilizate îndemență

### N06DAAnticolinesterazice
N06DA01 Tacrină
N06DA02 Donepezil
N06DA03 Rivastigmină
N06DA04 Galantamină
N06DA05 Ipidacrină
N06DA52 Donepezil și memantină
N06DA53 Donepezil, memantină și Ginkgo folium

### N06DX Alte medicamente utilizate în demență
N06DX01 Memantină
N06DX02 Ginkgo folium
N06DX30 Combinații